# Mrs. Doubtfire – Das stachelige Kindermädchen
Mrs. Doubtfire – Das stachelige Kindermädchen (auch Mrs. Doubtfire – Das stachelige Hausmädchen) ist eine US-amerikanische Filmkomödie aus dem Jahr 1993, in dem Robin Williams, Sally Field und Pierce Brosnan die Hauptrollen spielen. Regie führte Chris Columbus. Der Film war ein großer kommerzieller Erfolg und wurde 1994 als Beste Filmkomödie mit dem Golden Globe Award ausgezeichnet. Vorlage für den Film war der gleichnamige Roman von Anne Fine.

## Handlung
Der in San Francisco lebende Stimmenimitator und Schauspieler Daniel Hillard wird von seiner Frau Miranda rausgeworfen, als er zum wiederholten Mal seinen Job aufgibt und bei der Geburtstagsfeier für seinen Sohn Christopher das Haus in ein wüstes Schlachtfeld verwandelt. Es kommt zum gerichtlichen Streit um das Sorgerecht, das Miranda zugesprochen wird, Daniel erhält Auflagen für ein zukünftiges gemeinsames Sorgerecht.
Da Daniel den Gedanken, die Kinder nur beschränkt sehen zu dürfen, nicht ertragen kann, lässt er sich von seinem Bruder, einem gelernten Maskenbildner, die Maskerade einer sechzigjährigen Dame verpassen und bewirbt sich mit verstellter Stimme als Euphegenia Doubtfire auf die annoncierte Stelle als Kindermädchen bei seiner Ex-Frau.
Diese fällt auf die Maskerade herein: Daniel arbeitet in ihrem Haushalt verkleidet als Haushälterin und Kindermädchen und intrigiert nach seinen Möglichkeiten gegen die neue Beziehung von Miranda. Eines Tages wird er von Christopher beobachtet, wie er stehend uriniert. Daniel gibt sich Chris und Lydie zu erkennen. Sie versprechen, das Geheimnis zu wahren, denn auch sie wollen den Kontakt zu ihrem Vater behalten. Die erst 5-jährige Natalie aber würde das noch nicht verstehen. Der Chef des Fernsehsenders, bei dem Daniel einen Hilfsarbeiterjob hat, wird zufällig auf sein Talent aufmerksam und lädt ihn für Freitag 19 Uhr in ein Restaurant ein, in das ihn (als Mrs. Doubtfire) zur selben Uhrzeit auch Miranda bittet, um mit ihr, den Kindern und ihrem neuen Freund Stuart ihren Geburtstag zu feiern. Dieser Spagat mit mehrmaligem Umziehen lässt schließlich den Schwindel auffliegen, als Daniel die Maske verrutscht. Miranda reagiert entsetzt und wütend und Daniel erhält gerichtlich nur noch ein Besuchsrecht unter Aufsicht.
Daniel startet als „Mrs. Doubtfire“ erfolgreich seine eigene Fernsehshow. Miranda sagt ihm, dass „Mrs. Doubtfire“ viel Gutes für die Familie bewirkt habe und erlaubt ihm, jeden Nachmittag die Kinder zu sich zu nehmen.

## Namensfindung
Der Name „Doubtfire“ entstammt dem Telefongespräch zwischen Daniel und Miranda, in dem er sich binnen Sekunden einen Namen für sein Haushälterinnen-Alias einfallen lassen muss. Ratsuchend blickt er sich um, und sein Blick schweift zu einem Zeitungsartikel, übertitelt mit der Schlagzeile „Police doubt fire was accidental“ (übersetzt etwa: „Polizei bezweifelt, dass das Feuer versehentlich ausbrach“).

## Unterschiede zum Roman
Die Unterschiede zu Anne Fines Vorlage sind deutlich. Dies ist bereits am Anfang zu erkennen: Während im Film gezeigt wird, wie es zur Scheidung kommt, steigt der Roman erst nach der Trennung bei einem Besuch der Kinder bei ihrem Vater ein. Ebenso unterscheiden sich einzelne Nebenhandlungen sowie in weiten Teilen der Aufbau. So erkennt Lydie im Roman bereits beim Vorstellungsgespräch, dass sich unter der Maskerade ihr Vater befindet, was sie dann ihrem Bruder mitteilt. Die beiden älteren Kinder sind somit von Anfang an eingeweiht und müssen für ihren Vater, der nicht wie im Film zur „Haushaltsperle“ mutiert, größtenteils die Hausarbeit erledigen, was für Spannungen sorgt. Insgesamt ist der Roman im Vergleich zum Film weniger humoristisch, sondern eher tragikomisch angelegt und beschreibt Daniels Verkleidung vielmehr als unbequeme Notlösung, die er aus Verzweiflung eingeht. Im Film wird die komödiantische Wirkung der Verkleidung in erster Linie dadurch erzielt, dass sich Daniel nicht wie im Buch unbeholfen selbst mit Second-Hand-Ware eindeckt, sondern sich von seinem klischeehaft-homosexuellen Bruder und dessen Lebensgefährten professionell „umstylen“ lässt. Auch ist Daniel im Roman Schauspieler, während im Film bewusst der Beruf Stimmenimitator gewählt wurde, da darin mehr humoristisches Potenzial erkannt wurde. Auch das Ende ist anders. Während im Film das Sorgerecht aufgeteilt wird, wird Daniel im Buch von Miranda als Haushaltshilfe angeheuert.

## Produktionsgeschichte

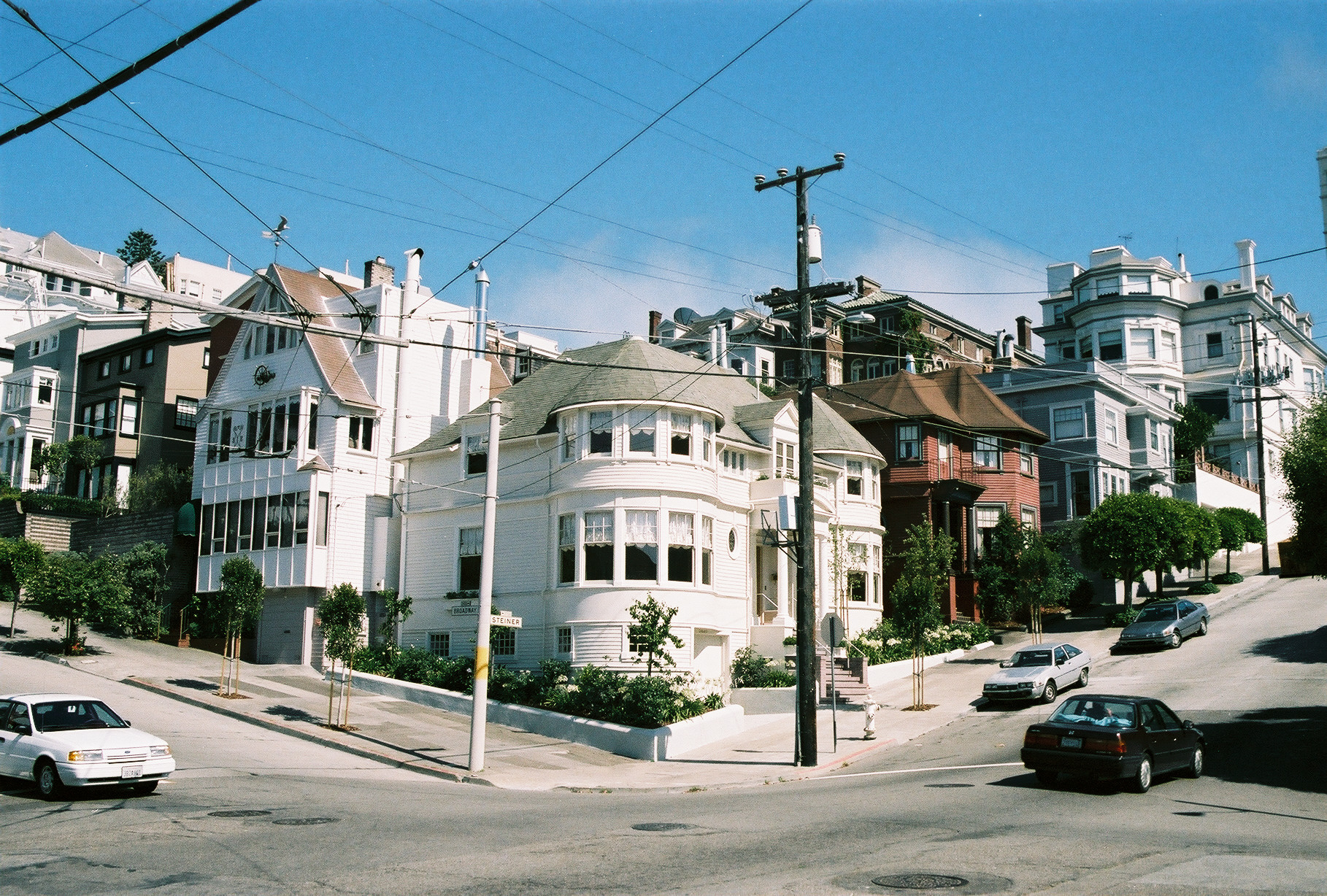
Das Haus aus dem Film im Jahr 1993. Im Film wurde die reale Adresse des Hauses benutzt.

Der Drehort war San Francisco, darunter das Haus in der Steiner Street 2640 auf den Pacific Heights.
Das im Film gezeigte Restaurant „Bridges“ existiert auch in der Realität in einem Ort namens Danville, östlich von San Francisco gelegen. Auch die Dreharbeiten fanden hier statt.
Viel gedrehtes Material wurde vor der Veröffentlichung aus dem Film genommen. Erstmals erschien über eine halbe Stunde Material an geschnittenen Szenen in den USA im Jahr 2008 als Extra auf der DVD. Zu dem geschnittenen Material zählten zwei emotionale, traurige Szenen mit Robin Williams sowie eine komplette Nebenhandlung, die komische Begegnungen zwischen Mrs. Doubtfire und der neugierigen Nachbarin Gloria enthält. Polly Holiday, die Darstellerin der Gloria, wird deshalb auch bereits an fünfter Stelle im Vorspann genannt, obgleich sie im eigentlichen Film nur kurz zu sehen ist.

## Synchronisation
| Rolle                                      | Darsteller       | Deutscher Sprecher      |
| ------------------------------------------ | ---------------- | ----------------------- |
| Daniel Hillard / Mrs. Euphegenia Doubtfire | Robin Williams   | Peer Augustinski        |
| Miranda Hillard                            | Sally Field      | Cornelia Meinhardt      |
| Lydie Hillard                              | Lisa Jakub       | Maxi Deutsch            |
| Chris Hillard                              | Matthew Lawrence | Klaus Pietzner          |
| Natalie „Natti“ Hillard                    | Mara Wilson      | Marie-Luise Schramm     |
| Stuart Dunmeyer                            | Pierce Brosnan   | Reinhard Kuhnert        |
| Onkel Frank                                | Harvey Fierstein | Tommi Piper             |
| Jonathan Lundy                             | Robert Prosky    | Friedrich W. Bauschulte |
| Mrs. Sellner                               | Anne Haney       | Renate Danz             |
| Tante Jack                                 | Scott Capurro    | Christian Toberentz     |
| ADR Director Lou                           | Terence McGovern | Michael Narloch         |
| Busfahrer                                  | Sydney Walker    | Siegfried Dornbusch     |
| Chefkoch                                   | Paul Guilfoyle   | Frank-Otto Schenk       |
| Daniel Hillards Anwalt                     | Drew Letchworth  | Erwin Schastok          |
| Gloria                                     | Polly Holliday   | Hannelore Minkus        |
| Justin Gregory                             | Martin Mull      | Ingolf Gorges           |
| Mr. Sprinkles                              | William Newman   | Eric Vaessen            |
| Oberkellner                                | Rick Overton     | Henning Gissel          |
| Paula du Pré                               | Molly McClure    | Christine Gerlach       |
| Richter                                    | Scott Beach      | Otto Mellies            |
| Ron                                        | James Cranna     | Lothar Blumhagen        |
| TV-Boss                                    | Joe Bellan       | Erhard Köster           |
| Carl Reiner                                | Carl Reiner      | Joachim Kerzel          |

## Auszeichnungen
- Oscar für die beste Maske
- Golden Globe als Bester Film (Komödie oder Musical)
- Golden Globe für den besten Hauptdarsteller (Robin Williams)

## Kommerzieller Erfolg
In den deutschen Kinos wurde der Film von rund 5,53 Millionen Menschen gesehen und war damit der vierterfolgreichste Film des Jahres nach Der König der Löwen, Flintstones und Schindlers Liste. In den USA spielte der Film 218 Millionen US-Dollar ein. 1993 war Mrs. Doubtfire damit der vierterfolgreichste Film (ausschließlich mit den Einnahmen aus dem Jahr 1993). Der Film lief bis Anfang 1994 in den Kinos – wenn man nur die Einnahmen aus dem Jahr 1994 berücksichtigt, war der Film immer noch der elfterfolgreichste dieses Jahres. Der Film wurde auf VHS-Kassette und später auch auf DVD und Blu-ray Disc veröffentlicht.

## Kritiken
Mrs. Doubtfire wurde von der Kritik überwiegend positiv aufgenommen. Auf Rotten Tomatoes erreichte der Film einen Anteil positiver Kritiken von 72 %, basierend auf 53 gezählten Rezensionen. Die durchschnittliche Wertung beträgt dabei 5,9/10.
James Berardinelli schrieb auf ReelViews, der Film sei ein „großer Spaß“, und lobte den „urkomischen“ Humor und die Darstellungen, welche die Schwächen des Films – zu denen die eher „schwache“ Handlung gehöre – überspielen würden.
Cinema lobte die „furiose Komik“ in „perfektem Timing“.
Das Lexikon des internationalen Films meint, der Film sei eine „ganz auf Robin Williams zugeschnittene Verkleidungskomödie“, welche „nie über seichte Unterhaltung hinauskommt“ und „ein reaktionäres Gesellschaftsbild propagiert“, das „die Problematik zerrütteter Familien geradezu ignoriert“.

## Musical
Im Jahr 2019 kam der Filmstoff als Musical auf die Bühne. Musik und Liedtexte stammen von Karey und Wayne Kirkpatrick; das Buch haben Karey Kirkpatrick und John O’Farrell geschrieben. Die Uraufführung fand am 16. November 2019 im 5th Avenue Theatre in Seattle statt.
Im März 2025 wurde bekannt, dass das Musical nach Deutschland kommt. Die deutsche Erstaufführung soll am 6. November 2025 im Capitol Theater in Düsseldorf stattfinden.

## In der Populärkultur
- Im Disney-Zeichentrickfilm Aladdin und der König der Diebe vollführt Robin Williams (der in der Aladdin-Filmserie die Rolle des Dschinni spricht) eine kurze Parodieaufführung seiner Rolle als Mrs. Doubtfire.